# Zmyślona (powiat wieruszowski)
Zmyślona – wieś w Polsce położona w województwie łódzkim, w powiecie wieruszowskim, w gminie Galewice.
W latach 1975–1998 miejscowość należała administracyjnie do województwa kaliskiego.
Miejscowości nadano typ wieś w 2023 r., wcześniej była częścią wsi Galewice.